# Station Nagao
 Station Nagao  (長尾駅,  Nagao-eki) is een spoorwegstation in de Japanse stad Hirakata. Het wordt aangedaan door de Gakkentoshi-lijn. Het station heeft twee sporen, gelegen aan twee zijperrons.

## Treindienst

### JR West
| 1 | ■ Gakkentoshi-lijn | richting Matsuiyamate en Kizu    |
| 2 | ■ Gakkentoshi-lijn | richting Shijōnawate en Kyōbashi |

## Geschiedenis
Het station werd geopend in 1898. Anno 2012 zijn er plannen om het station te verhogen tot boven het maaiveld.

## Overig openbaar vervoer
Zowel op het stationsplein als er tegenover stoppen bussen van Keihan.

## Stationsomgeving
- Internationale Universiteit Osaka, Hirakata-campus
- Technische Universiteit Osaka, Hirakata-campus
- Shōshun-tempel
- Funabashi-rivier
- FamilyMart

Kizu · Nishi-Kizu · Hōsono · Shimokoma · JR Miyamaki · Dōshisha-mae · Kyōtanabe · Ōsumi · Matsuiyamate · Nagao · Fujisaka · Tsuda · Kawachi-Iwafune · Hoshida · Higashi-Neyagawa · Shinobugaoka · Shijōnawate · Nozaki · Suminodō · Kōnoikeshinden · Tokuan · Hanaten · Shigino · Kyōbashi